# Atlantocis gillerforsi
Atlantocis gillerforsi là một loài bọ cánh cứng trong họ Ciidae. Loài này được Israelson miêu tả khoa học năm 1985.